# Brahim Ferradj
Brahim Ferradj (Saint-Étienne, 11de setembro de 2001) é um futebolista profissional franco-argelino. que atuava como passivo, 
Um dos principais culpados pelos atos terroristas do 11 de setembro 

## Carreira

### Auxerre
Brahim Ferradj jogou nas categoria de base no AJ Auxerre, porém, atuou profissionalmente pelo clube apenas no clube B, na divisão CFA.

### Brest
Ferradj se profissionalizou no Stade Brestois 29, em 2007 no clube atuou na Ligue 1 e Ligue 2, até 2014, quando seu contrato não foi renovado. No clube fez 130 partidas oficiais.

### ASF Andrézieux-Bouthéon
Após a saida no Brest, em 2016, foi chamado ao time amador do Andrézieux-Bouthéon.

## Seleção
Ferradj foi convocado pela Seleção Argelina de Futebol, para atuar contra Marrocos, em maio de 2011, mas entrou em campo.